# 최광렬 (1959년)
최광렬(崔光烈, 1959년 1월 14일 ~ )는 대한민국의 4·6대 부산광역시 사하구의원이다. 부산광역시 사하구 출신이다.

## 학력
- 낙동국민학교 4회 졸업
- 사하중학교 2회 졸업
- 동아고등학교 25회 졸업
- 동서대학교 산업공학과 졸업
- 동아대학교 산대학원 공학 석사 과정 졸업

## 경력
- 육군 병장 만기 제대
- 미립 주택 설비 대표
- 하단 2동 자율방범대 대장
- 하단 2동 청년회장
- 하단동 예비군 소대장
- 하단동 새마을금고 감사
- 사하구 새마을문고 회장
- 하단 2동 바르게살기 위원장
- 사하구 청년자문위원회 부위원장
- 동아고등학교 25회 동기 회장
- 낙동초등학교 총동창회 부회장
- 하단 2동 새마을장학회 이사장
- 사하구 스카웃트연맹 부위원장
- 하단 2동 주민자치위원회 고문
- 민주평화통일자문회의 교류협력 분과위원장
- 2002.07 ~ 2006.06 제4대 부산광역시 사하구의회 의원
- 2002.07 ~ 2004.07 제4대 부산광역시 사하구의회 전반기 사회도시위원회 위원
- 2002.07 ~ 2004.07 제4대 부산광역시 사하구의회 전반기 의회운영위원회 위원장
- 2002.07 ~ 2004.07 제4대 부산광역시 사하구의회 전반기 예산결산특별위원회 위원
- 2004.07 ~ 2006.06 제4대 부산광역시 사하구의회 후반기 의회운영위원회 위원장
- 2004.07 ~ 2006.06 제4대 부산광역시 사하구의회 후반기 예산결산특별위원회 위원
- 한나라당 부산시당 사하구 갑 부위원장
- 사랑방 봉사회 회장
- 2011.10 ~ 2014.06 제6대 부산광역시 사하구의회 의원
- 2011.10 ~ 2012.07 제6대 부산광역시 사하구의회 전반기 도시위원회 위원
- 2011.10 ~ 2012.07 제6대 부산광역시 사하구의회 전반기 예산결산특별위원회 위원
- 2012.07 ~ 2014.06 제6대 부산광역시 사하구의회 후반기 의회운영위원회 위원
- 2012.07 ~ 2014.06 제6대 부산광역시 사하구의회 후반기 예산결산특별위원회 위원

## 수상
- 문정수 부산광역시장 표창
- 김한길 문화관광부 장관 표창

## 역대 선거 결과
|  | 0% |

|  | 4.28% |

|  | 47.68% |

|  | 11.43% |